# Ursula Karven
Ursula Karven (Ulm, 17 de septiembre de 1964) es una modelo, actriz y escritora alemana de cine, teatro y televisión. Laboralmente se encuentra activa principalmente en Alemania y Estados Unidos. También es conocida por ser instructora de yoga.

## Filmografía

### Película
- 1982: Neonstadt
- 1984: Ein irres Feeling
- 1986: Die Schokoladen-Schnüffler
- 1987: Beule oder wie man einen Tresor knackt
- 1990: Feuer, Eis & Dynamit
- 1998: Ich schenk dir meinen Mann
- 1999: Liebe ist stärker als der Tod
- 2000: Feindliche Schwestern – Wenn aus Liebe Hass wird
- 2000: Autsch, Du Fröhliche
- 2001: Holiday Affair
- 2001: Der Club der grünen Witwen
- 2002: Vater braucht eine Frau
- 2002: Con Express
- 2002: Familie XXL
- 2003: Vergiss die Toten nicht
- 2005: Tote leben länger
- 2008: Stille Post
- 2009: Vulkan
- 2010: Der letzte Patriarch (Zweiteiler)
- 2011: Mein Herz in Malaysia
- 2012: Nicht mit mir, Liebling
- 2012: Mein Herz in Malaysia
- 2013: Wer liebt, lässt los
- 2013: Eine unbeliebte Frau
- 2014: Der Weg nach San Jose
- 2019: So einfach stirbt man nicht
- 2022: Schon tausendmal berührt

### Serie de televisión
- 1987: Derrick (Folge Der Tote auf der Parkbank)
- 1989: Rivalen der Rennbahn (2 Folgen)
- 1989–1990: Das Erbe der Guldenburgs (5 Folgen)
- 1990: Blaues Blut (7 Folgen)
- 1990: Zwei Supertypen in Miami (Folge Die Formel des Todes)
- 1992: Derrick (Folge Die Festmenüs des Herrn Borgelt)
- 1993: Glückliche Reise – Venedig
- 1995: Hart aber herzlich – Jonathan unter Mordverdacht
- 1996: Tatort: Bei Auftritt Mord
- 1998: Rosamunde Pilcher – Dornen im Tal der Blumen
- 2001: Delta Team – Auftrag geheim! (Folge Unsichtbare Gegner)
- 2001: Balko (Folge Für ein paar Dollar mehr)
- 2003: Denninger – Der Mallorcakrimi (Folge Doppeltes Spiel)
- 2004: Die Kommissarin (Folge Schwarze Lieben, roter Tod)
- 2005: Ein Fall für zwei (Folge Juwelen)
- 2005–2008: Tatort (6 Folgen → Episodenliste)
- 2006: M.E.T.R.O. – Ein Team auf Leben und Tod (10 Folgen)
- 2008: Ein starkes Team: Freundinnen
- 2012: SOKO Stuttgart (Folge Um Haaresbreite)
- 2012: Unter anderen Umständen: Spiel mit dem Feuer
- 2013: Hattinger und die kalte Hand – Ein Chiemseekrimi
- 2014: Katie Fforde: An deiner Seite
- 2015: Katie Fforde: Das Weihnachtswunder von New York
- 2016: Katie Fforde: Warum hab ich ja gesagt?